# 제15호 과학위성 아스카

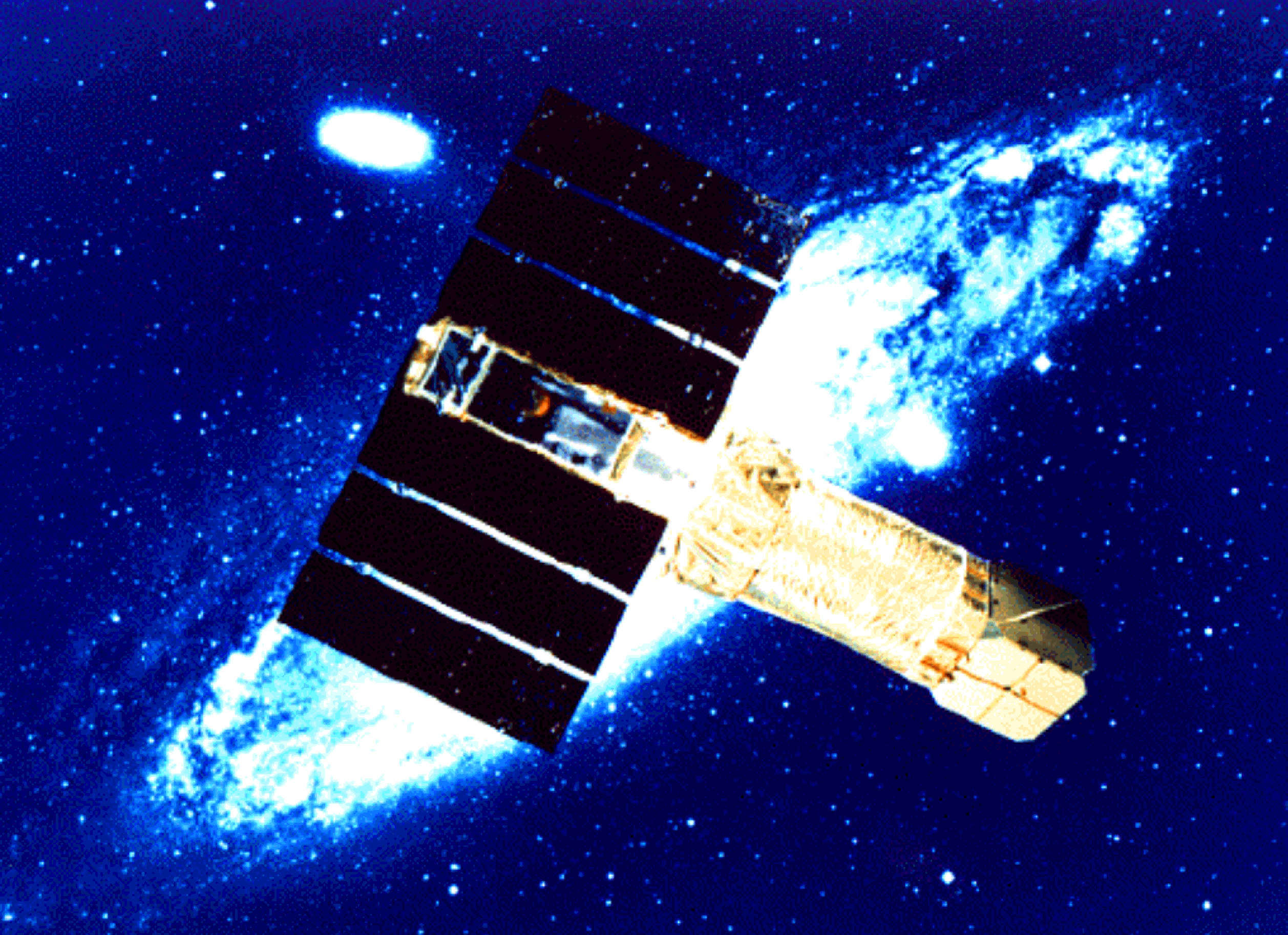

제15호 과학위성 아스카(일본어: 第15号科学衛星あすか)는 일본 우주항공연구개발기구의 네 번째 엑스선천문학 임무다. 1993년 2월 20일 발사되어 2001년 3월 2일 작동을 중지했다. 미국과의 공동연구로 진행되었다. "아스카"는 영칭으로 ASCA이며 이것은 우주론천체물리학 고등위성(영어: Advanced Satellite for Cosmology and Astrophysics)의 역두문자어이기도 하다.